# Чавес, Диего Габриэль
Диего Габриэль Чавес (англ. Diego Gabriel Chaves; род. 7 апреля 1986 года, Сан-Мигель Большой Буэнос-Айрес, Аргентина) — аргентинский боксёр-профессионал, выступающий в полусредней, в первой средней и в средней весовых категорий. Бывший временный чемпион мира по версии WBA (2012—2013) в полусреднем весе. Среди профессионалов бывший чемпион Латинской Америки по версии WBO (2009) в первом среднем весе и полусреднем весе (2009—2011)

## Любительская карьера
- 2004 Выиграл Южноамериканский Юношеский чемпионат (Антофагаста, Чили)
- 2005 Выиграл национальный чемпионат Аргентины
- 2005 Бронзовый призёр Панамериканских игр, проиграв в полуфинале Мелвину Лоренцо (Доминиканская Республика) 13-30
- 2005 Участник Чемпионата Мира
  - Проиграл Иштвану Сили (Венгрия) 16-40
- 2006 Серебряный призёр Южноамериканских игр, проиграв Хайме Кортеса (Эквадор) 13-20 в финале
- 2007 Бронзовый призёр отборочного чемпионата Панамериканских игр
  - Победил Рональда Андреса Монтеса (Колумбия) 27-5
  - Победил Уилки Комфорта (Гаити) 26-10
  - Проиграл Эрисланди Лара (Куба) 4-17
- 2007 Бронзовый призёр Панамериканских игр (Рио-де-Жанейро, Бразилия)
  - Победил Таурено Джонсона (Багамские острова) 9-6
  - Проиграл Деметриусу Андраде (США) 0-22
- 2007 Участник чемпионатов мира в Чикаго, США
  - Победил Пуликоса Тсагракоса (Греция) RSCO 2
  - Проиграл Виталию Грушаку (Молдова) 7-17
- 2008 Участник Американской олимпийской квалификации (Порт-оф-Спейн, Тринидад и Тобаго)
  - Победил Моисея Роланда (Гренада) 12-2
  - Проиграл Джону Джексону (Американские Виргинские острова) 10-20
- 2008 Участник Американской олимпийской квалификации (Гватемала, Гватемала)
  - Проиграл Таурено Джонсону (Багамские острова) 6-10

## Профессиональная карьера
Дебютировал на профессиональном ринге в июле 2008 года в первом среднем весе. Первые 9 поединков выиграл досрочно нокаутом в первые два раунда.
18 июля 2009 года завоевал латиноамериканский титул по версии WBO в бою с Уилианом Сантаном Барауном (8-1-1) нокатировав его в 1 раунде. Защитил один раз в поединке с Вальтером Диасом (26-7-1).
В январе 2010 года завоевал этот же титул в полусредней весовой категории нокатуировав Даниуэля Собойю в 4 раунде. В течение двух лет многократно защитил титул. В июле 2012 года нокаутировал французского боксёра Исмаэля Эль-Массуди и стал временным чемпионом мира по версии WBA в полулёгком весе. В сентябре защитил титул нокаутировав панамца Хосе Миранду. 
27 июля 2013 года в жестком бою проиграл титул нокаутом американцу Киту Турману (20-0).
13 июня 2025 года вышел на бой с колумбицем Хуаном Карлосом Убарнесом (10-2-1). Боксеры провели ровный подеинок показав волю и характер. Чавес перед боем не сделал вес.  Итогом боя стала ничья раздельным решением: 96-94, 93-97, а третий дал 95-95.

## Семья
Диего Габриэль Чавес представитель известной в Аргентине боксёрской династии. Родственник аргентинского боксёра Исмаэля Армандо Чавеса, внук известного аргентинского боксёра среднего веса 1970-х Рудесиндо Чавеса.